# Secondatia densiflora
Secondatia densiflora är en oleanderväxtart som beskrevs av A. Dc.. Secondatia densiflora ingår i släktet Secondatia och familjen oleanderväxter. Inga underarter finns listade i Catalogue of Life.